# Станіслав Костка Потоцький
Станіслав Костка Потоцький (пол. Stanisław Kostka Potocki; листопад 1755, Люблін — 14 вересня 1821, Палац у Вілянуві) — польський політик, генерал, граф.

## Біографія
1772 року виїхав для навчання в Collegium Nobilium, додому повернувся у 1775.
2 червня 1776 року одружився з княжною Александрою Любомирською — донькою маршалка великого коронного князя Станіслава Любомирського. Після весілля замешкали в маєтку Олєсін коло Пулав. 15 травня 1778 року у Варшаві в них народився єдиний син граф Александер Станіслав Потоцький. В 1799 році взяв Пруське підданство, дружина — австрійське. У 1800 році осіли в палаці на Краківському передмісті Варшави.
У 1815—1820 роках був міністром освіти Царства Польського.
Помер несподівано у Вілянуві (сьогодні район Варшави, Wilanów) 14 вересня 1821 року. Був похований 26 вересня 1821 року в родинному мавзолеї Потоцьких на території палацово-паркового комплексу у Вілянуві.
В експозиції Вілянівський палац є портрети Станіслава Костки Потоцького.

## Галерея

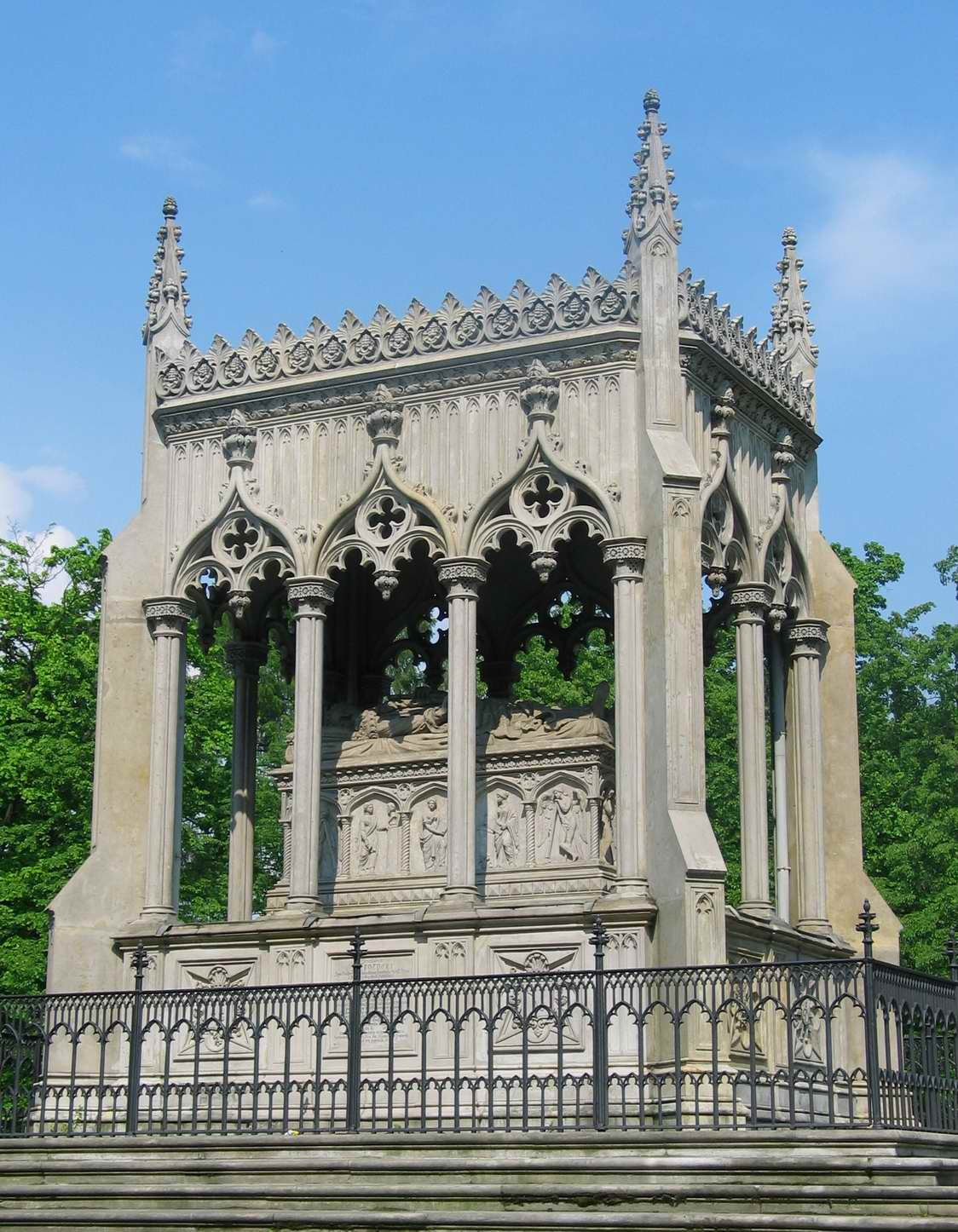
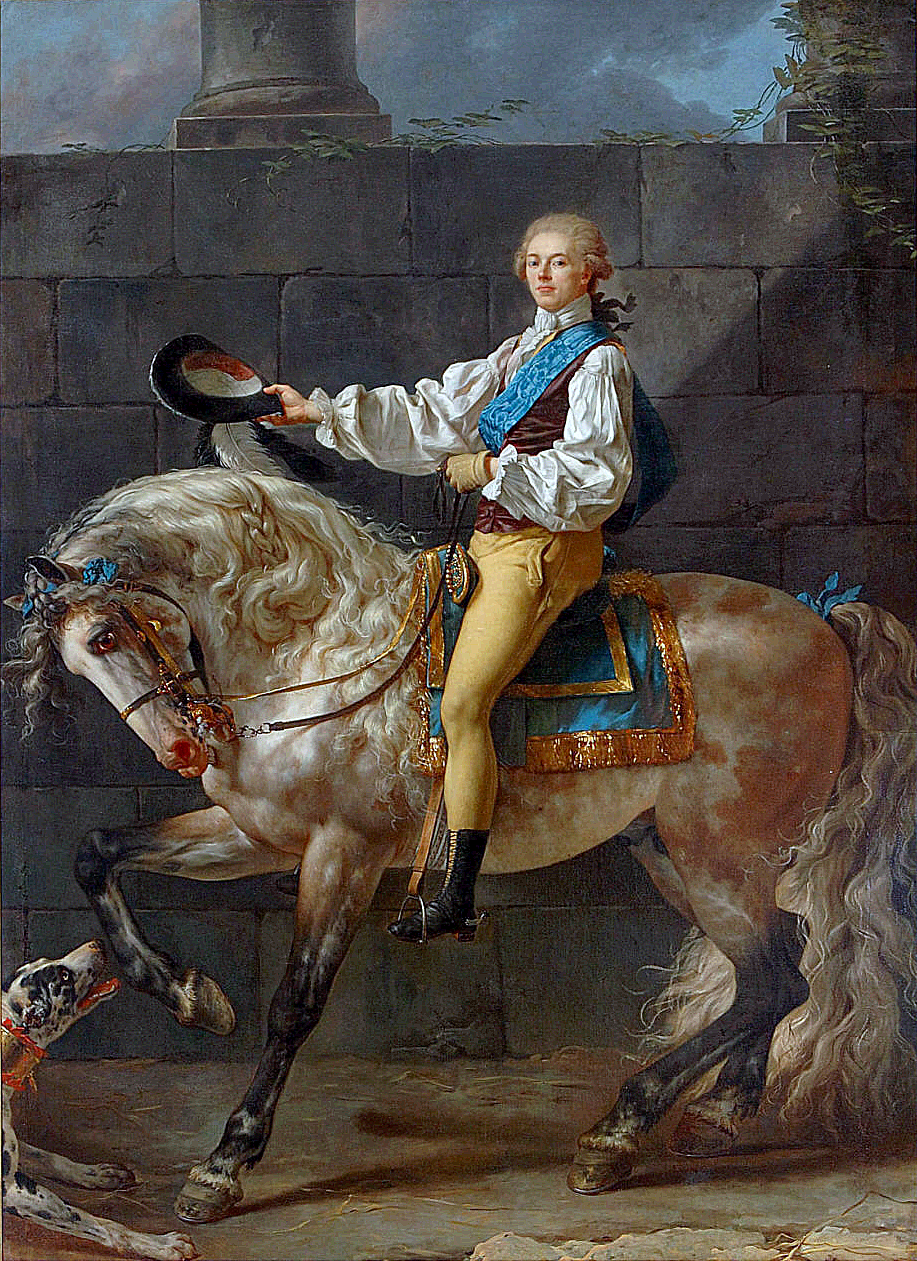
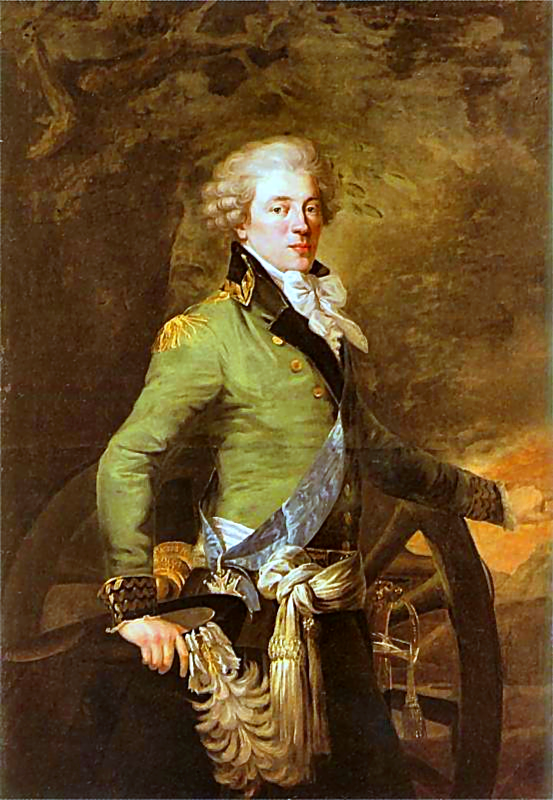